# 希腊流亡政府

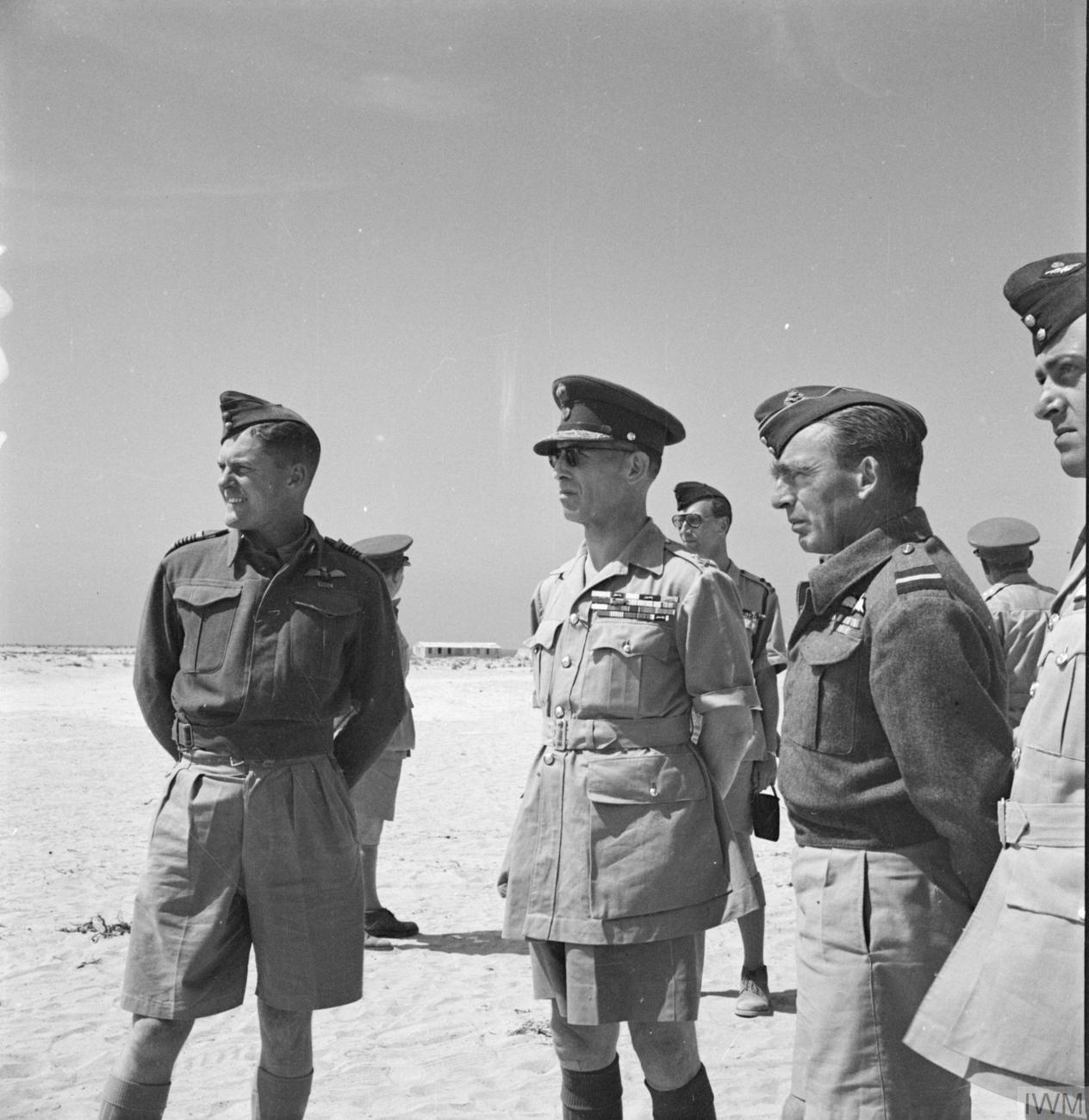
喬治二世 (希臘)與希臘流亡政府官員參觀在皇家空軍的希臘軍隊

希腊流亡政府，是二战时期由于纳粹德国和法西斯意大利入侵希腊，从而在同盟国势力范围建立的希腊的流亡政府。它的另一层法理依据是希腊国王的全称是“希腊人的国王”，本即包括土耳其希腊人等，因此不因土地沦陷而失去合法性。